# Ролин, Шарлотт
Барбро Шарлотт Ролин (швед. Barbro Charlotte Rohlin, 2 декабря 1980), более известная как Шарлотт Ролин  (швед. Charlotte Rohlin) — шведская футболистка, защитник.

## Карьера

### Клубная
С 1987 года выступала за молодёжный состав клуба «Кенти». С 1995 года неизменно выступает в составе команды «Линчёпинг». За время выступления в клубе стала капитаном команды и постоянным членом основного состава.

### В сборной
В 2007 году дебютировала в составе национальной сборной Швеции на кубке Алгарве в матче против сборной Финляндии. Пропустила футбольный турнир летних Олимпийских игр 2012 по причине тяжелой травмы. Восстановилась только через год к чемпионату Европы 2013.